# اکاستا (کالیفرنیا)
اکاستا، کالیفرنیا (به انگلیسی: Achasta, California) در ایالات متحده آمریکا است که در کالیفرنیا واقع شده‌است.

## خصوصیات
اکاستا ۲۶ متر بالاتر از سطح دریا واقع شده‌است.